# Staatsvertrag
Ein Staatsvertrag ist ein Vertrag, bei dem mindestens einer der Vertragspartner ein staatliches Organ ist.

## Grundzüge
Verträge werden zwischen natürlichen Personen und/oder Unternehmen geschlossen, ebenso zwischen Gebietskörperschaften (Staaten) und sind dann Teil des Völkerrechts. Inhaltlich gehen sie über bloße Verwaltungsabkommen – ohne Mitwirkung des Gesetzgebers – hinaus. Im engeren Sinne handelt es sich bei einem Staatsvertrag um ein internationales Übereinkommen, das völkerrechtlichen Rang hat. Verträge zwischen zwei Staaten sind bilateral, zwischen mehreren Staaten multilateral. Sie regeln politische und gesetzgeberische Beziehungen des Bundes. Umgesetzt werden sie innerstaatlich durch gesetzgeberischen Akt (Transformation).
Staatsvertrag ist im deutschen Sprachraum uneinheitlich verwendet. Zumeist werden damit Übereinkünfte gemeint, die ein Staatsorgan mit anderen Organisationen abschließt (etwa Nichtregierungsorganisationen oder Staatskirchenverträge).

## Zustandekommen

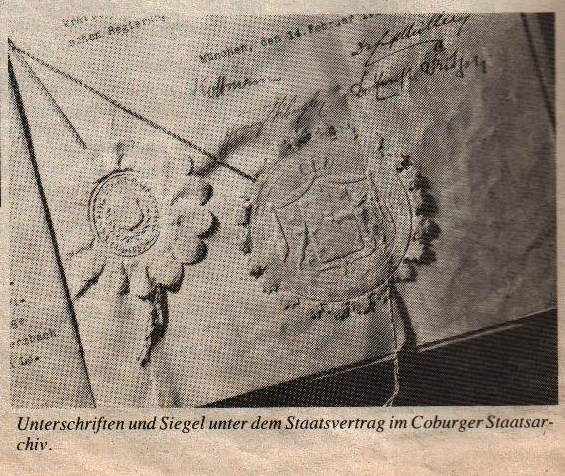
Unterschriften unter dem Staatsvertrag zwischen dem Freistaat Coburg und dem Freistaat Bayern am 14. Februar 1920
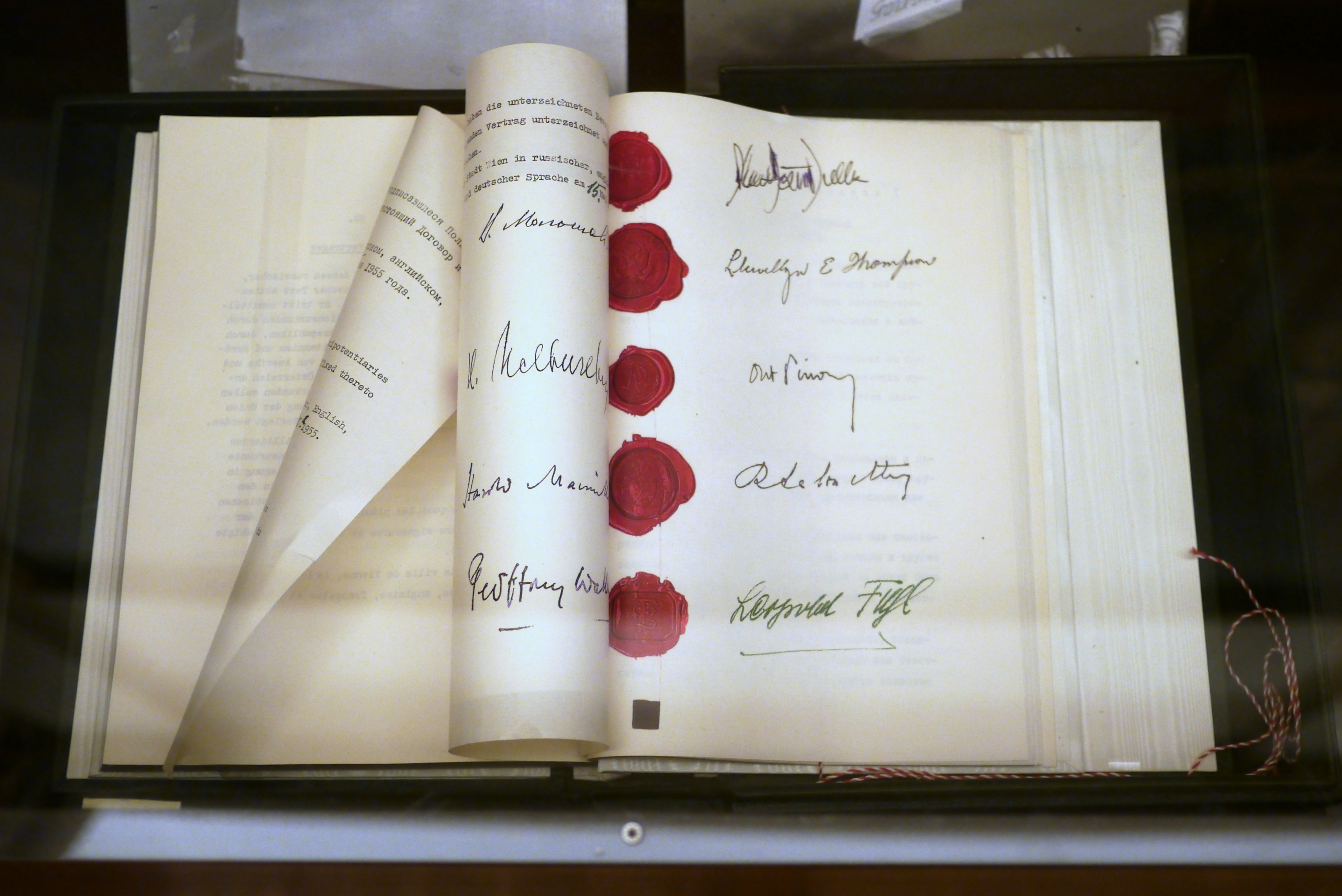
„Staatsvertrag von Wien“ vom 15. Mai 1955
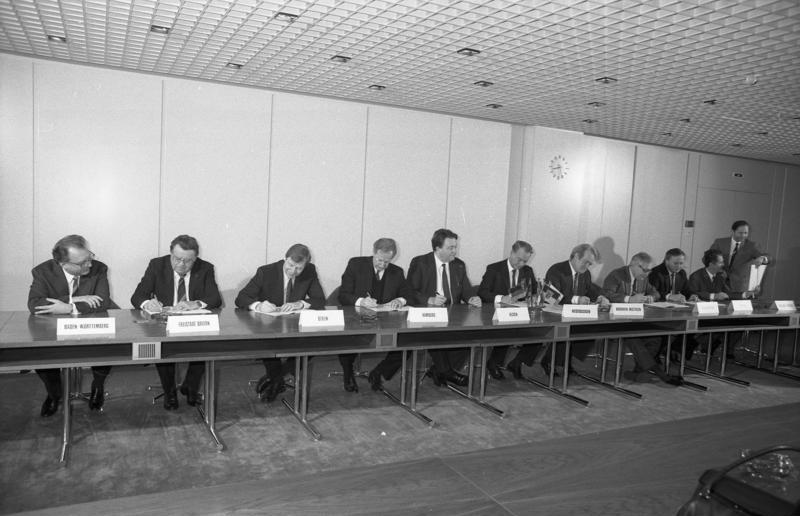
Unterzeichnung des ersten Rundfunkstaatsvertrages durch die Regierungschefs der Bundesländer im Bundesrat am 3. April 1987
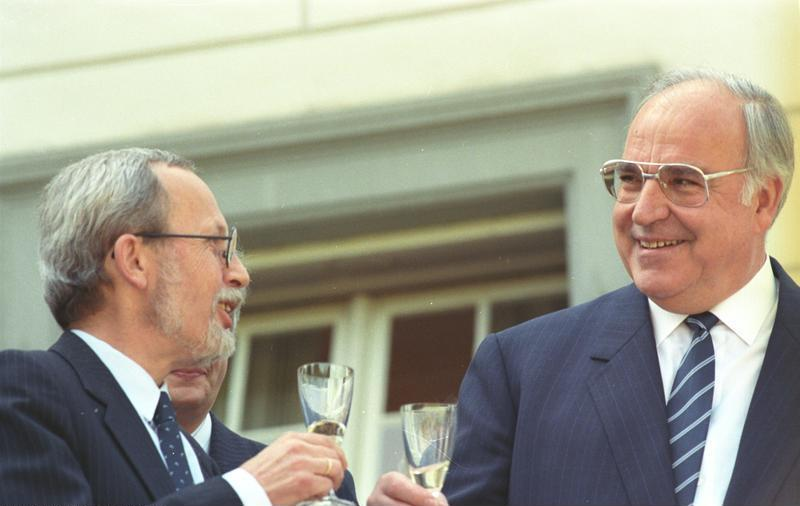
Staatsvertrag zwischen der Bundesrepublik und der DDR – Helmut Kohl und Lothar de Maizière am 18. September 1990

Einem Staatsvertrag gehen bilaterale oder multilaterale Verhandlungen zwischen den Unterhändlern der Vertragsparteien voraus, deren Zwischenergebnisse in einem Term Sheet zusammengefasst und von den Parteien paraphiert werden. Ob ein Staatsvertrag durch diese Unterzeichnung bereits rechtswirksam ist, hängt vom nationalen Recht der betroffenen Staaten ab. Sind Dritte einzubeziehen, erfolgt eine Ratifizierung. Die Zustimmung erfolgt innerstaatlich durch Gesetz („Vertragsgesetz“), das die Umsetzung der Inhalte in innerstaatliches Recht („Transformationsgesetz“) besorgt. Erst nach Inkrafttreten dieses Gesetzes ist eine Unterzeichnung möglich.

## Inhalt und Arten
Der Staatsvertrag ist Rechtsquelle im objektiven Sinn. Je nachdem, ob Staatsverträge Geltung für alle Staaten der Welt entfalten oder nur zwischen den Vertragsparteien, wird zwischen universellem und partikulärem Völkerrecht unterschieden. Nach Art. 59 Abs. 1 Satz 2 GG schließt im Namen des Bundes Verträge mit auswärtigen Staaten der Bundespräsident. In Art. 59 Abs. 2 GG ist zudem vorgeschrieben, dass völkerrechtliche Verträge, die die politischen Beziehungen des Bundes regeln oder sich auf Gegenstände der Bundesgesetzgebung beziehen, der Zustimmung der für die Bundesgesetzgebung zuständigen Gremien in Form eines Bundesgesetzes bedürfen. Dies trifft nur auf „politische Staatsverträge“ zu, die sich mit der „Existenz des Staates, seiner territorialen Integrität, seiner Unabhängigkeit, seiner Stellung oder seinem maßgeblichen Gewicht in der Staatengemeinschaft“ befassen. Dazu gehören Abkommen über die politische Zusammenarbeit, Bündnisse, Friedens-, Nichtangriffs-, Waffenstillstands-, Neutralitäts- oder Abrüstungsverträge. Damit gehen sie inhaltlich über öffentliche Angelegenheiten, Gemeinwohl oder Staatsgeschäfte hinaus. Ob Kulturabkommen oder Handelsabkommen ein „politischer Staatsvertrag“ sind, hängt vom Einzelfall ab.
Staatsverträge zwischen Staaten in der Praxis:
- Investitionsabkommen (englisch: Bilateral Investment Treaty, BIT) (überwiegend bilateral[4]) bzw. Wirtschaftskooperationen (z. B. EU (Europäische Gemeinschaft), ASEAN, frühere Freundschaftsverträge der UdSSR) (multilateral);
- Militärische Bündnisse (NATO usw.) (multilateral);
- Abrüstungsverträge (z. B. INF-Vertrag) (multilateral);
- Verzicht auf Atomwaffen oder insgesamt auf ABC-Waffen (multilateral);
- Doppelbesteuerungsabkommen (bilateral);
- Zollabkommen (können auch bilateral sein);
- Rundfunkbeitragsstaatsvertrag.

## Bedeutende Staatsverträge
Ersichtlich ältester Staatsvertrag ist der zwischen Portugal und England geschlossene Vertrag von Windsor von 1386. Salzburg und Bayern schlossen 1530 einen das Vogtgericht zu Mühldorf und Neumarkt und andere Jurisdiktions-Streitigkeiten betreffenden Staatsvertrag. Der Rechtsbegriff des Staatsvertrages tauchte im deutschen Recht erstmals 1773 durch den Lexikografen Johann Georg Krünitz in seiner Enzyklopädie auf. Ein Staatsvertrag zwischen Frankreich und Holland im Mai 1806 regelte die Unabhängigkeit der Niederlande. Der Rhein war Gegenstand vieler Staatsverträge, so etwa des Staatsvertrages des Deutschen Reiches mit den Niederlanden und der Schweiz bezüglich der Lachsfischerei im Rhein 1885. Der 1892 zwischen Österreich-Ungarn und der Schweiz abgeschlossene Staatsvertrag befasste sich mit der Rheinregulierung in der Region. Der Vertrag von Saint-Germain von 1919 regelte nach dem Ersten Weltkrieg die Auflösung der österreichischen Reichshälfte („die im Reichsrat vertretenen Königreiche und Länder'“) Österreich-Ungarns und die Bedingungen für die neue Republik Deutschösterreich. Mit dem 1955 in Wien unterzeichneten österreichischen Staatsvertrag erlangte Österreich seine volle politische Souveränität. Der Einigungsvertrag zwischen der Bundesrepublik Deutschland und der Deutschen Demokratischen Republik über die Auflösung der DDR, ihren Beitritt zur Bundesrepublik und die deutsche Einheit trat am 29. September 1990 in Kraft. Der 2007 geschlossene Vertrag von Lissabon reformierte den Vertrag über die Europäische Union und den Vertrag zur Gründung der Europäischen Gemeinschaft, die ebenfalls Staatsverträge waren.

## Deutschland

### Zustimmung der Länder zu völkerrechtlichen Verträgen des Bundes
Will der Bund einen Staatsvertrag oder völkerrechtlichen Vertrag schließen, der ganz oder teilweise die Länderhoheit berührt, ist nach dem Lindauer Abkommen die Zustimmung aller betroffenen Bundesländer einzuholen. Diese können nach Art. 32 Abs. 3 GG selbst Staatsverträge mit ausländischen Staaten schließen, wenn sie hierfür die Zustimmung der Bundesregierung einholen.

### Staatsverträge zwischen Bundesländern
Da in Deutschland die Länder über eigene Gesetzgebungskompetenzen (Art. 70 ff. GG) verfügen, wird der Begriff auch für Verträge zwischen zwei oder mehreren Bundesländern angewandt (Länderstaatsverträge). Über das Verfahren zum Zustandekommen solcher Verträge gibt es keine Regelungen durch das Grundgesetz. Es hat sich jedoch eine im Wesentlichen an die Regelungen völkerrechtlicher Verträge orientierte Praxis entwickelt. So ist die Ratifizierung jedes einzelnen Bundeslandes unabdingbar. Stimmen Landesparlamente gegen die Ratifizierung, bleibt die Wirkung des Vertrages zwischen den übrigen Ländern grundsätzlich unberührt. Um zu verhindern, dass ein Staatsvertrag von zu wenigen Ländern ratifiziert wird, kann im Vertrag ein Quorum vereinbart werden, das eine Mindestzahl von Ratifizierungen vorgibt. Häufig werden wirtschaftliche Zusammenarbeit oder Grenzangelegenheiten in diesen Staatsverträgen geregelt. Beispiele für solche Verträge sind die Gründung des ZDF, der Rundfunkstaatsvertrag und der Glücksspielstaatsvertrag. Sinn eines innerdeutschen Staatsvertrags ist es, gesetzliche Regelungen, die aufgrund der Kompetenzen der Bundesländer eigentlich Sache der jeweiligen Landesregierungen wären, in einer bundesweiten Regelung zusammenzufassen, um Rechtseinheit herzustellen.

### Weitere Staatsverträge der Bundesländer
Staatsverträge sind auch Übereinkünfte Schleswig-Holsteins mit den Sinti und Roma, bestehend seit 2012, oder die geplante Übereinkunft Baden-Württembergs mit dem Verband Deutscher Sinti und Roma Baden-Württemberg, die am 18. Dezember 2013 beschlossen wurde. Mit dem Vertrag soll historische Verantwortung gegenüber Sinti und Roma bekundet werden, die unter der nationalsozialistischen Gewaltherrschaft Verfolgung und Völkermord ausgesetzt waren.
Seit einigen Jahren gibt es in Deutschland Bestrebungen, die gesellschaftliche Rolle, namentlich die Rechte und Pflichten von islamischen Religionsgemeinschaften (Muslime und Aleviten), aber auch jene des Staates in Bezug zu den islamischen Gemeinschaften in Form von Staatsverträgen festzulegen. Diese Verträge sind nicht mit den Kirchenstaatsverträgen zu vergleichen, da die Kirchen, anders als derzeit die islamischen Gemeinschaften (mit Ausnahme der Ahmadiyya Muslim Jamaat in Hessen), Körperschaften öffentlichen Rechts sind. Als solche gelten die Kirchen als „grundgesetzloyal“, zudem sind sie „auf Dauer und auf Repräsentanz angelegt“, was für muslimische Verbände, die oft mehr politische als originär religiöse Aufgaben wahrnehmen, im Vorfeld von Staatsvertragsverhandlungen erst gutachterlich ermittelt wird. Für die muslimischen Gemeinschaften werden lediglich grundgesetzlich garantierte Rechte noch einmal festgeschrieben und in Detailfragen, entsprechend den Wünschen und Forderungen der jeweiligen Glaubensgemeinschaften, aber auch jenen des Staates, konkretisiert. Ausverhandelt und in Kraft gesetzt wurden solche Verträge mittlerweile in den Stadtstaaten Bremen und Hamburg.

## Schweiz
In der Schweiz wird der Begriff Staatsvertrag in ähnlichem Sinne verwendet. Es kann zwar Staatsverträge des Staates mit anderen Staaten geben, jedoch auch Verträge des Staates mit Organisationen. Verträge zwischen Kantonen werden Konkordate genannt.

## Österreich
Auch in Österreich gibt es einerseits Staatsverträge zwischen der Republik Österreich und anderen Staaten, hingegen wird dieser Begriff nicht – wie in der Schweiz und in Deutschland – für Verträge eines Staatsorgans mit Nichtregierungsorganisationen verwendet. In bestimmten Fällen können auch die Bundesländer Staatsverträge mit Drittstaaten abschließen (Art. 16 Abs. 2 und 3 B-VG). Verträge zwischen Bund und Ländern sowie zwischen den Ländern untereinander werden als Vereinbarungen gemäß Art. 15a B-VG bezeichnet.
Der allgemeine Sprachgebrauch meint mit Staatsvertrag insbesondere den Österreichischen Staatsvertrag, der am 15. Mai 1955 im Schloss Belvedere unterzeichnet wurde und die Unabhängigkeit des Landes wiederherstellte. Darüber hinaus regelte er die Reparationen an die Sowjetunion, den Rückzug der vier Besatzungsmächte sowie den Aufbau von Bundesheer, Wirtschaft, Luftfahrt und Rechtswesen.